# Callum Woodhouse
Callum Woodhouse (Stockton-on-Tees, 7 januari 1994) is een Brits acteur. 

## Filmografie

### Films
Uitgezonderd korte films.
- 2024 Orang Ikan - als Bronson
- 2022 Raven's Hollow - als Will Taylor
- 2017 B&B - als Paul

### Televisieseries
Uitgezonderd eenmalige gastrollen.
- 2020-2024 All Creatures Great and Small - als Tristan Farnon - 25 afl.
- 2016-2019 The Durrells in Corfu - als Leslie Durrell - 26 afl.
- 2016-2019 Cold Feet - als Josh Marsden - 2 afl.